# Wyżlin

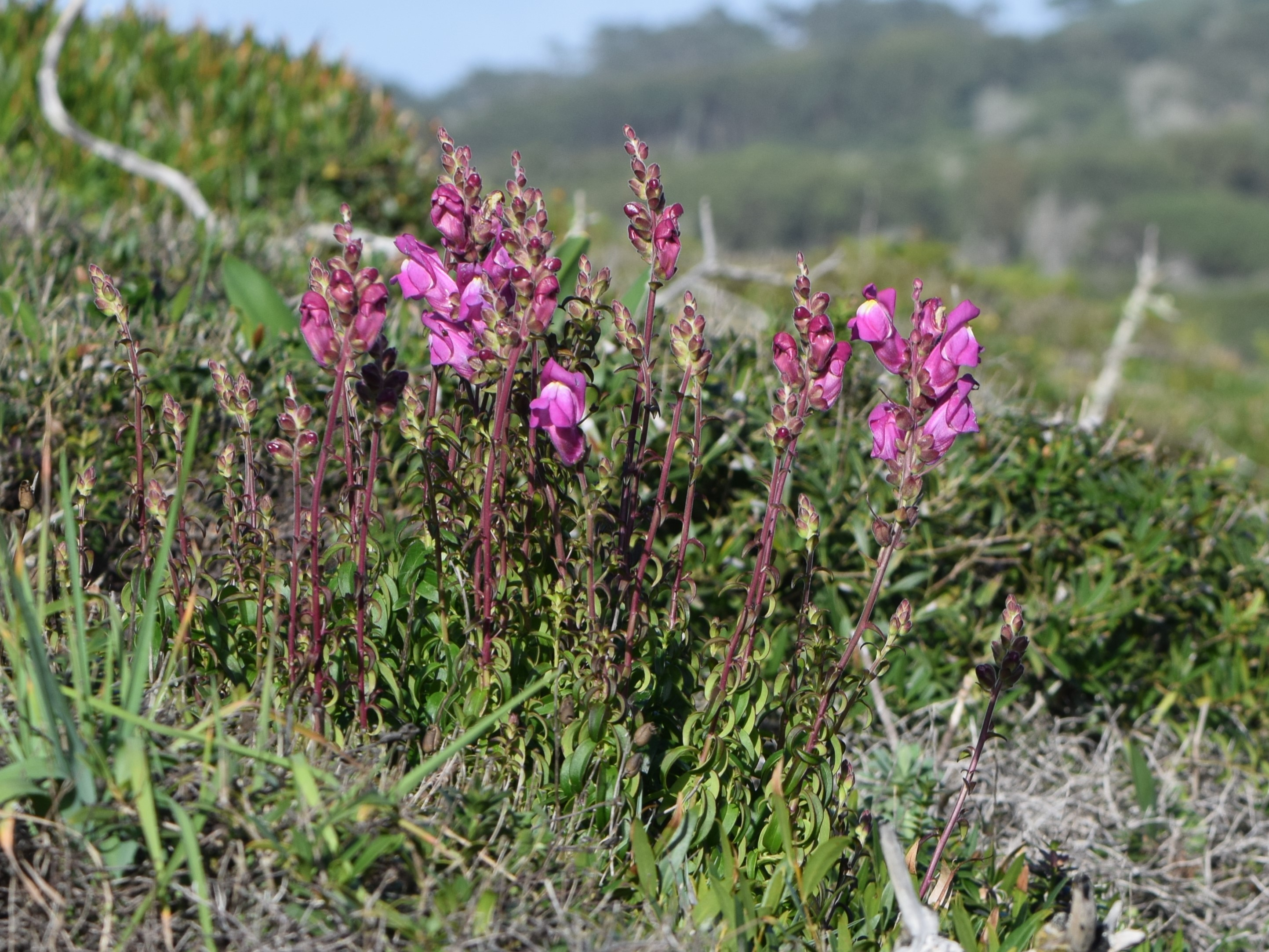
Antirrhinum majus subsp. cirrhigerum

Wyżlin (Antirrhinum) – rodzaj roślin z rodziny babkowatych. Obejmuje ok. 20–25 gatunków. Występują one w obszarze śródziemnomorskim, przy czym centrum zróżnicowania, gdzie obecne są niemal wszystkie, stanowi Półwysep Iberyjski. Rośliny te zasiedlają tereny skaliste, ale też stare mury. Ze względu na efektowne, barwne, wargowe kwiaty, rośliny te są popularnie uprawiane jako ozdobne, zwłaszcza odmiany wyżlinu większego, zwanego lwią paszczą. Wargi korony kwiatowej są zamknięte i do ich wnętrza w celu skorzystania z nektaru i zapylenia dostać się mogą tylko pszczoły potrafiące wcisnąć się do wnętrza kwiatu.

## Morfologia
PokrójRośliny zielne (jednoroczne i byliny), rzadko półkrzewy nieco drewniejące u nasady i pnącza. Osiągają do 0,5 m wysokości.
LiściePojedyncze, naprzeciwległe w dolnej części pędu, wyżej skrętoległe.
KwiatyZebrane w szczytowe grona. Kielich z 5 działkami zrośniętymi u nasady. Korona kwiatu grzbiecista, dwuwargowa, przy czym większa, dolna warga z owłosioną wypukłością, górna mniejsza. Płatki barwy żółtej, białej, fioletowej lub czerwonej. Pręciki cztery, w dwóch parach. Zalążnia górna, z dwóch zrośniętych owocolistków, dwukomorowa, z licznymi zalążkami. Szyjka słupka pojedyncza.
OwoceTorebki o dwóch nierównych komorach, przy czym większa otwiera się pojedynczym otworem, a mniejsza dwoma. Torebki zawierają liczne, drobne nasiona.

## Systematyka
Wykaz gatunków
- Antirrhinum australe Rothm.
- Antirrhinum barrelieri Boreau – wyżlin Barreliera
- Antirrhinum braun-blanquetii Rothm.
- Antirrhinum charidemi Lange
- Antirrhinum × chavannesii Rothm.
- Antirrhinum graniticum Rothm. – wyżlin granitowy
- Antirrhinum grosii Font Quer
- Antirrhinum hispanicum Chav. – wyżlin skalny
- Antirrhinum × kretschmeri Rothm.
- Antirrhinum latifolium Mill. – wyżlin szerokolistny
- Antirrhinum majus L. – wyżlin większy, w. lwia paszcza
- Antirrhinum martenii (Font Quer) Rothm.
- Antirrhinum meonanthum Hoffmanns. & Link
- Antirrhinum microphyllum Rothm.
- Antirrhinum molle L.
- Antirrhinum × montserratii  Molero & Romo
- Antirrhinum pertegasii Rothm.
- Antirrhinum pulverulentum Lázaro Ibiza
- Antirrhinum sempervirens Lapeyr. – wyżlin wieczniezielony
- Antirrhinum siculum Mill.
- Antirrhinum valentinum Font Quer